# Жан VI (герцог Бретані)
Жан VI Мудрий (Jean le Sage, 24 грудня 1389 — 28 серпня 1442) — герцог Бретані у 1399—1442 роках.

## Життєпис

### Регентство
Походив з роду Дрьо-Монфор. Син Жана V, герцога Бретані, та Жанни (доньки Карла II, короля Наварри). Народився у 1389 році у м.Ванн. отримавши ім'я Жан-П'єр. 19 листопада 1396 року Жан одружився з донькою французького короля Карла VI.
У листопаді 1399 року після смерті свого батька 10-річний Жан VI успадкував герцогство Бретані, а також титули графа де Монфор-л'Аморі і де Річмонд (в Англії). До свого повноліття Бретанью в якості регентки керувала його мати. Потім він опинився під опікою Філіпа II, герцога Бургундії.

### Початок правління
У 1402 році був посвячений у лицарі Олів'є де Кліссоном, коннетаблем Франції, з яким замирився. Того ж року перебрав владу у Бретані. Вдало маневрував між Францією і Англією, а також використовуючи внутрішні французькі конфлікти, зміг зміцнити своє герцогство і власну владу в ньому. Уклав союз з королем Франції. Провів низку реформ, зокрема створив постійну армію і ввів чітку і зрозумілу схему оподаткування. Був покровителем мистецтв і церкви. разом з тим під час Великої схизми підтримував антипапу Бенедикта XIII.
З 1403 року бретонський флот на чолі із Жаном де Пеньо починає спустошувати узбережжя Англії. У відповідь англійський флот теж саме робить з бретонським узбережжям. У 1404 році спільно з французами відправляє 300 суден до Девонширу. В результаті було спустошено острови Джерсі і гернсі, західний Девоншир та захоплено порт Дартмут. Англійці відповідають свій флот до Геранда. Подібні рейди тривалий протягом 1405—1406 років. 1406 року укладено мир з Англією. Водночас встановлено союзні стосунки з Бургундією.
Після вбивства бургундцями герцога Людовіка Орлеанського в 1407 році Жан VI уклав союз з Арманьяками, хоча і не воював відкрито проти Бургундії. Дозволив своїм підданим боротися проти англійців, хоча сам виконував всі умови перемир'я з Генріхом V, королем Англії, від 1407 року. Згодом з англійцями укладалися перемир'я у 1409, 1411, 1415 і 1417 роках. У 1410 році став на бік антипапи Олександра V
У 1411 році відійшов від союзу з Арманьяками. Формально спрямував військо на допомогу французам, але зробив так, що бретонська допомогу запізнилася до битви при Азенкурі, що відбулася 25 жовтня 1415 року. Разом з тим зумів відняти у французів важливий порт Сен-Мало. У 1416 і 1418 роках виступав як посередник у перемовинах між Англією і Францією. У 1417 році відвідав з візитом Англію, де підписав договір, згідно з яким обидві сторони утримувалися від ведення військових дій один проти одного. У 1418 році герцог погодився з усіма рішення Констанцького церковного собору, який завершив Велику схизму.

### Спроба повалення
У лютому 1420 року герцог Бретонський був підступно схопленим під час свята в соборі Шатонсо і запротореним в один із замків представниками роду Пент'євр, що все ще претендували на владу в герцогстві. Було оголошено про смерть Жана VI. Втім на волі залишилася дружина Жанна де Валуа, яка домоглася підтримки бретонської знаті, зібрала військо, яке захопило один за одним замки роду Пент'євр і 8 травня взяла в облогу замок Шатонсо, де перебував в ув'язненні її чоловік. Через два місяці герцога Жана VI було звільнено з полону, а замок перейменовано на Шамтосо. Після цього він перебрався до Нанту.
Того ж року було скликано генеральні Штати Бретані у місті Ванн, де дії роду Пентв'єр було засуджено. Жан VI домігся прийнятя рішення щодо конфіскації володіння роду Пент'євр (остаточно виконано у 1425 році), які було роздано прихильникам герцога.

### Союзи з Англією та Францією
Того ж року герцог брав участь в підписанні договору в Труа, за умовами якого Генріх V, король Англії, ставав регентом Франції і спадкоємцем французького престолу. При цьому домігся звільнення з англійського полону брата Артура, графа Річмонда. Останньому бретонський герцог не перешкоджав воювати на боці Франції.
У 1421 році відновив союзні стосунки з дофіном Карлом (майбутнім Карлом VII, королем Франції) договором в Шаблі. Втім не надав йому жодної допомоги у війні проти Англії. Разом з тим не перешкоджав власним баронам брати участь на боці Карла VII. У 1425 році допоміг своєму молодшому братові, графу Артуру, графу Річмонд, стати новим коннетаблем Франції. Втім лише 1426 року Жан VI особисто з військом виступив на боці дофіна.
Втім вже у 1427 році уклав мирний договір з Джоном Бедфордом, англійським регентом Франції, яким погодився зайняти нейтральну позицію. У 1429 року викупив сеньйорію Фужер у Жана II, герцога Алансона, який повинен був сплатити англійцям величезний викуп. У 1432 році після звільнення Жан II намагався повернути Фужер, проте Жан VI відмовив, що призвело до війни. Бретонські війська взяли в облогу низку фортець. Втім за посередництва брата герцога Бретані — Артура де Річмонда — вдалося замиритися.
У 1431 році з військом рушає до табору дофіна Карла. Водночас відправляє свого сина Жиля до двору короля Англії. В подальшому також намагався не допомагати суттєво жодній з ворогуючих сторін. 1440 року уклав договір про мир з Генріхом VI, королем Англії. У 1434 році з ініціативи герцога Бретані було закладено новий собор в Нанті.

### Останні роки
Незважаючи на прагнення укласти дружню угоду з Карлом VII, королем Франції, Жан VI брав участь в Прагерії (повстання знаті на чолі із дофіном Людовиком) у 1440 році. У 1440 році герцог був посвячений у лицарі бургундського ордена Золотого Руна. Того ж року підтримав судовий процес проти одного зі своїх впливових баронів — Жиля де Ре, маршала Франції.
У 1442 році увійшов до Неверскої ліги, спрямованої проти короля.
29 серпня 1442 року помер у Нанті. Йому успадковував старший син Франциск I.

## Родина
Дружина — Жанна, донька Карла VI, короля Франції
Діти:
- Анна (1409 — після 1415)
- Ізабела (1411—1442), дружина Гі XIV, графа Лаваля
- Маргарита (1412—1421)
- Франциск (1414—1450), герцог Бретані у 1442—1450 роках
- Катерина (1416 — після 1421)
- П'єр (1418—1457), герцог Бретані у 1450-1457 роках
- Жиль (1420—1450), сеньйор Шантосе